# Frank Katthöfer
Frank Katthöfer (* 4. März 1963 in Essen) ist ein deutscher Unternehmer und ehemaliger Automobilrennfahrer.

## Karriere als Rennfahrer
Frank Katthöfer begann seine Motorsportkarriere Ende der 1970er Jahre auf dem Speedwaykurs an der Zeche Alma in Gelsenkirchen, wo er mit einem Fiat X1/9 in der Klasse der Serienfahrzeuge bis 1300 ccm Hubraum zahlreiche Siege erzielte.
Auf der legendären Nordschleife des Nürburgrings startete er später mit einem Fiat Uno Turbo in der seriennahen Gruppe N und errang zahlreiche Gruppensiege. Auf einem Opel Kadett setzte er seine Erfolgsserie fort und gewann den Opel Motorsportpokal, der jährlich an den erfolgreichsten Rennfahrer auf einem Opel-Rennwagen verliehen wird.
Seine größten Erfolge feierte Katthöfer beim 24-Stunden-Rennen auf dem Nürburgring. 1993 gewann er gemeinsam mit Franz Konrad, Örnulf Wirdheim und Antonio de Azevedo auf einem Porsche 911 Carrera RSR 3.8 für Konrad Motorsport. Der Vorsprung auf den Zweitplatzierten betrug lediglich 53,2 Sekunden, was dieses Rennen zu einem der knappsten in der Geschichte des Events machte.
1994 gewann Frank Katthöfer das Rennen mit seinen Teamkollegen Karl-Heinz Wlazik und Fred Rosterg im BMW M3 E36.
Im Porsche 911 Carrera RSR mit der Startnummer 02 nahm er im Jahr 1994 gemeinsam mit Harald Grohs, Bernd Mayländer und Mark Sandridge am 24-Stunden-Rennen von Daytona teil. Das Quartett kam als 4. ins Ziel.
Nach seiner aktiven Rennkarriere übernahm Frank Katthöfer die Leitung des Familienbetriebs Auto Katthöfer in Essen, den er seit den 1990er Jahren führt.

## Ehrenamt
Frank Katthöfer war 2001 Gründungsmitglied des Vereins Förderturm für Essener Kinder e. V., in dem er sich zwanzig Jahre lang ehrenamtlich engagierte.
Seit 1999 organisieren Katthöfer und seine Freunde zugunsten von Ärzte ohne Grenzen das Sandy-Hill-Chill Festival im niederländischen Seebad Zandvoort an Zee.